# Гращица
Гращица е село в Южна България. Намира се в община Смолян, област Смолян.

## География
Към 1934 г. селото има 281 жители. Населението му към 2011 г. е 11 души. Влиза в землището на село Стойките.
Село Гращица е разположено на южен склон на 1300м. надморска височина в непосредствена близост до с. Стойките. Има панорамната гледка към Перелишкия дял на Родопите.

## История
Историята на Гращица не е по-различна от тази на хиляди други български села. Оживено в миналото, сега са останали 11 души.
В миналото селото е наброявало над 400 жители и за начално училище е имало достатъчно деца. През 1928 година Никола Узунов е дарил имот за училище. Вдигнали го с дялани камъни. Всеки жител над 16 години е трябвало да даде 16 работни дни на строежа. Лека-полека урбанизация настъпва, цели семейства се преселват в Смолян, и училището затваря врати.
Към 2023 година Гращица с около 60-те си къщи се утвърждава като вилно селище.